# 迤東道
迤東道，清朝设置的道，属于云南省。
雍正八年（1730年）设分巡迤東道，驻寻甸州，下辖云南府、曲靖府、临安府、澂江府、武定府、廣南府、广西府、元江府、开化府、镇沅府、东川府、昭通府、普洱府。乾隆二十四年（1759年）加水利衔。乾隆三十一年（1766年），云南府、武定府属驿盐道（后改属粮储道），临安府、元江府、镇沅府、普洱府属迤南道，迤東道下辖曲靖府、澂江府、廣南府、广西府、开化府、东川府、昭通府七府。光绪十三年（1887年）开化府、廣南府属臨安開廣道。宣统三年（1911年），称分巡迤東驿堡兵备道。下辖曲靖府、澂江府、东川府、昭通府、广西直隶州、镇雄直隶州。民国改为滇中道。